# 吕洞宾
吕洞宾，原名呂喦（喦或作岩、巖），字洞賓，以字行，道号纯阳子，綽號回道人。是道教仙人。相傳生於唐朝，為鍾離權之徒，並列為八仙之一。自宋朝之後成為道教尊崇的神明；全真派與鍾呂派皆奉他為始祖，為全真五祖之一，亦是鍾呂內丹派與三教合流思想代表人物。
在民間信仰中，呂洞賓為五恩主和五文昌之一，被視為財神，且身兼科考、文具、礦業與理髮之神。

## 尊號

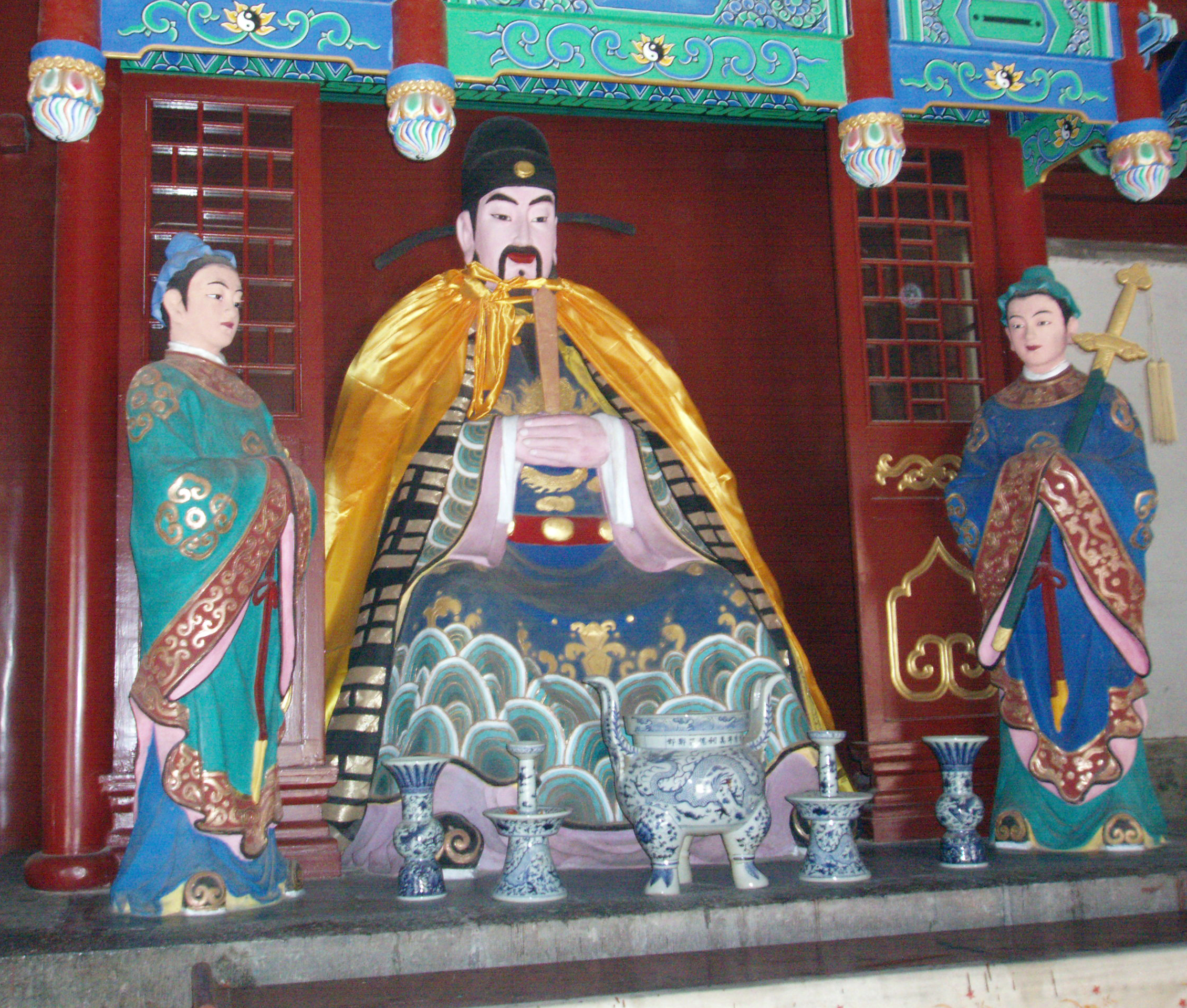
邯郸黄粱梦镇吕仙祠中的吕祖像

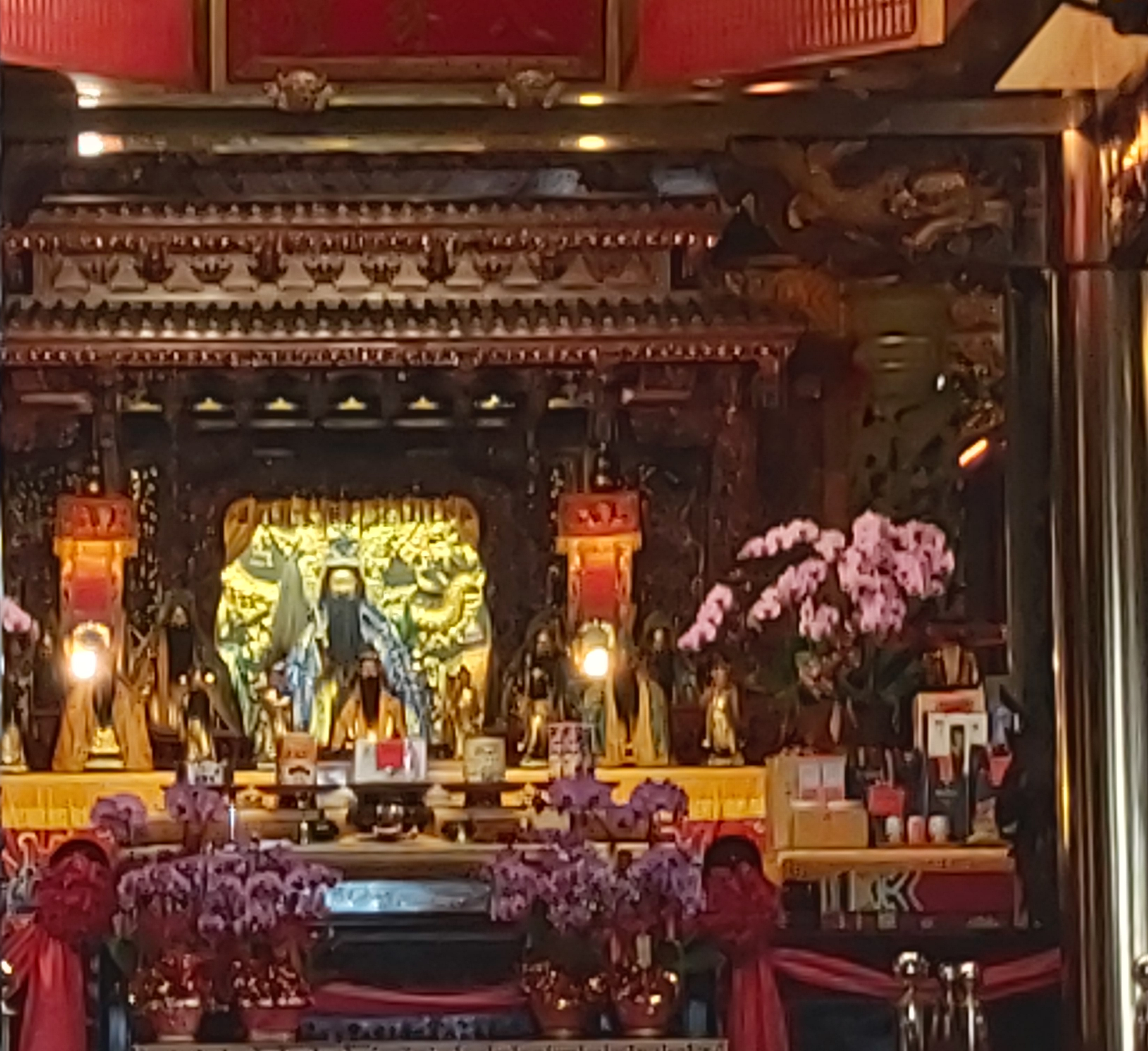
臺北市文山區指南宮純陽寶殿中主祀的呂洞賓神像

### 民間
吕洞宾道术高超，乐善好施，扶危济困，深得百姓敬仰，被信徒尊稱為呂仙、呂祖、呂仙祖、呂祖師、純陽祖師。北方稱之為呂仙翁，閩南、台灣民間信仰俗稱其為呂仙公，簡稱「仙公」。
扶鸞的信眾則時常稱之為呂恩主，與關帝君、岳鄂王、灶君張單、王靈官合稱為「五恩主」。

### 官方
中國歷史朝廷敕封：
宋朝：宋徽宗宣和元年封「妙道真君」（一作：妙道真人）。
元朝：元世祖至元六年封「純陽演正警化真君」，元武宗至大三年加「純陽演正警化孚佑帝君」。

### 宗教
道教因各宗派不同，尊稱為：雷霆太行大天師、靈寶純陽一炁華蓋掌道真君、廣濟正道妙通宏仁普惠帝君、興行妙道天尊、興隆大道護國濟民伭元廣法天尊、一陽真聖三臺選仙總管五雷化育七星高居九梵道法玄明仁極無上大天尊等。 
普稱「玉清內相、金闕選仙、三曹主宰、興行妙道天尊、純陽演正警化孚佑帝君」。通稱為純陽祖師、孚佑帝君。

## 古書記載
范致明《岳陽風土記》記載，洞宾出身門閥，曾祖為浙江東道節度使呂延之，祖父為禮部侍郎呂渭，父為海州刺史呂讓。洞宾自小聪明过人，日记万言，过目成诵，出口成章，长大后“身长八尺二寸，喜顶华阳巾，衣黄欗杉，系一皂鞗，状类张子房，二十不娶”。
據《道藏·历世真仙体道通鉴》言 ：“吕祖以五月二十日登黄鹤楼，午刻升天而去。故留成仙圣迹。”《全真晚坛课功经》中称其「黄鹤楼头留圣迹」。
宋代道教学者曾慥编《集仙传》称唐与五代成道之士中，“独纯阳子吕公显力广大”。
《宋史 · 陈抟传》载：吕曾“数来抟斋中”“百餘岁而童颜，步履轻疾，顷刻数百里，世以为神仙”。
在《狐狸缘全传》中，吕洞宾下界降妖,与玉面狐战成平手。
在道教南宗、北宗的經典著述中，也有很多關於呂洞賓的記敘。例如南宗祖師陳楠的《翠虛篇》中寫道：「夜來撞見呂秀才，有一丹訣猶奇哉。卻把太虛為爐鼎，活捉烏兔為藥材。山河大地發猛火，於中萬象生雲雷」。

## 著作
《全唐詩》中保存有大量呂洞賓的詩作，主要集中在《卷八百五十六》至《卷八百五十九》，皆為論述道教金丹修煉的著作。考察其中使用的丹道術語，與《西遊記》中使用的符號系統完全一致。
此外，還有《呂祖百字碑》、《敲爻歌》、《窯頭坯歌》等著作。

## 形象與職能
呂仙在今日最經典的形象，是穿著一件青色的道袍，手持拂塵，另一手平放，或捏劍訣（伸出食指、中指），寶劍懸於腰間，或負於背後。
- 醫神：由於呂仙善於煉丹，時常濟世救人，被認為有醫神的性質。

- 劍仙、武神：呂仙曾習「天遁剑法」，手持神劍，能降妖伏魔，亦能「飛劍」而出，有劍仙、武神的性質。

- 科考之神：呂仙本為文士，曾舉進士，士人學子將呂仙與文昌君、魁星、關帝君、朱衣神合奉，稱「五文昌」，相傳能保佑文運，金榜題名。

- 財神、淘金、礦業之神：有一些金礦工人，或生意人，因相傳鍾離權、呂純陽師徒能「點石成金」或「點鐵成金」（將石頭、鐵等變為黃金），故奉二仙為保護神、財神。如臺灣新北市瑞芳區九份一帶，即有奉祀呂仙的廟宇，如金山佛堂等。

- 理髮師之守護神：相傳明太祖朱元璋因頭上爛瘡劇痛難忍，常殺理髮師洩憤，而呂仙化身理髮師將朱元璋治療好，救了不少理髮師性命，故被理髮業者奉為保護神。另說則是一棵柳樹修道成仙，作弄理髮師，頭髮即剃即長。呂仙化身理髮師，以寶劍化剃刀，將柳仙降伏。故理髮界都奉之為保護之神。

- 文具（墨、硯等）業者之守護神：范致明《岳陽風土記》載，呂仙得道以後曾假扮墨、紙販子，混居市上。另外，宋代有知名呂姓道人專製硯、墨，蘇東坡曰：「澤州呂道人沈泥硯，多作投壺樣。其首有呂字，非刻非畫，堅致可以試金。道人已死，硯漸難得。」民間相傳該呂姓，奉祀「回道人」呂祖師為守護神。而後廣傳於世。

- 青樓之守護神：某些娼妓也以呂純陽為祖師，因為呂仙可保佑平安。據說是源自呂仙遊走市井，點化娼妓，並為妓女治療惡疾[3]。

- 斬「爛桃花」之神：臺灣民眾則相信，呂祖師神劍亦能斬「爛桃花」[4][5][6]，只要是有緣無份，最後無法成連理的情侶偕同赴廟，將會分手。故情侶一般不敢同赴呂祖廟。近日外遇風氣盛行，竟有許多元配正妻來祈求呂祖師，將夫婿的孽緣斬斷。木柵指南宮廟方表示，因為呂洞賓是劍神，配有桃木劍，神明慈悲為懷，只斬爛桃花，所以若信眾有感情糾紛，可來廟中參拜，求得和諧。[7]
  - 亦有市井謠說，指呂仙因追求其他女神失利，而不滿入廟參拜的情侶，正一道道長指出：「呂祖師已然得道，無欲無求，焉有可能踏入情場？又神以慈悲為懷，豈有可能降禍於入廟的信徒？」臺北市木柵指南宮廟方人員則批評為「無稽之談」。 [8]指南宮廟方解釋：「何仙姑是呂洞賓渡化成仙的徒弟，沒有民間傳說想像中的兒女私情」；主委黃承國表示：「民間傳說有誤，成為神明者都與人為善，不會拆散別人的姻緣。」[9][6]

## 传説

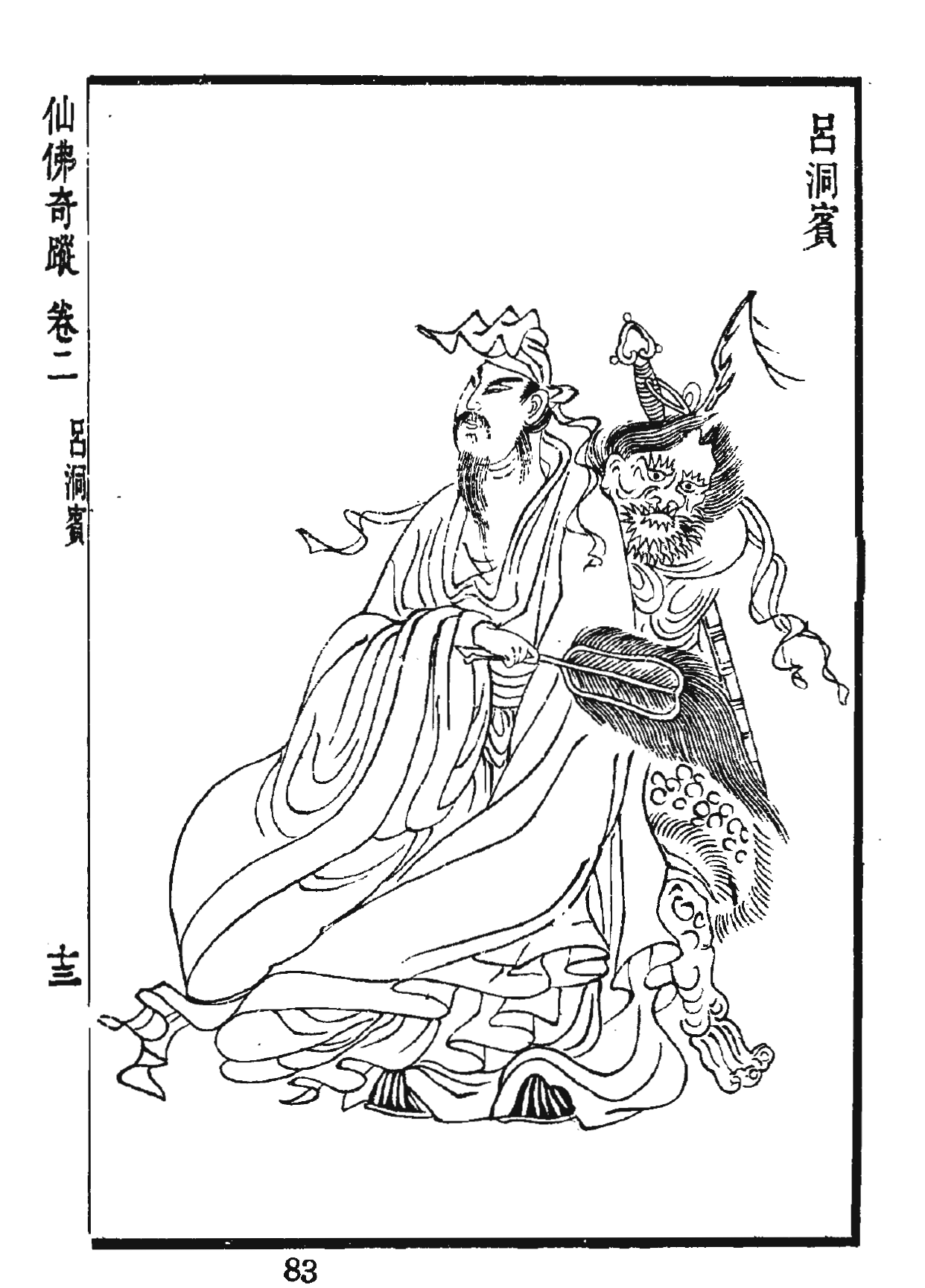
呂洞賓

呂祖的传奇可说是道教神仙人物中最多者，南宋《夷坚志》一书就收录了近三十条。其他诸如救人济世，拔剑助弱，斩妖除魔，点化迷途等等，多不胜数，《吕祖志》中说，其师正陽真人钟离权将升天，約呂祖一起，吕祖曰：“喦之志，异于先生，须度尽天下众生，方上升未晚也。”从此，历史上关于吕祖现身度化、济困助人的传说络绎不绝。
民间的呂祖，是“八仙”中最負传奇色彩的人物。五代以後，一直有人借呂祖的名义出山，让他的传说更加丰富而且神奇，比如“吕洞宾四下鹤城”、“吕洞宾卖糰子”、“吕洞宾黃梁夢度盧生”、“吕洞宾飛劍斬黃龍”、「吕洞宾三戲白牡丹」等等。
傳說呂洞賓曾三次在岳陽樓喝醉，人稱「呂洞賓三醉岳陽樓」，在岳陽樓題詩曰：“朝游北海暮蒼梧，袖裏青蛇膽氣粗。三醉岳陽人不識，朗吟飛過洞庭湖。”經過佛寺，題壁曰：「三千里外無家客，七百年前雲水身。行滿蓬萊為別館，道成瓦礫盡黃金。待賓榼裏常存酒，化藥爐中別有春。積德求師何患少，由來天地不私親。」後又書：「唐室進士，今時神仙。足躡紫霧，卻歸洞天。」曾經在湖州沈東老家留宿，狂飲之後消失不見，以石榴皮題壁曰：「西鄰已富憂不足，東老雖貧樂有餘。白酒釀來緣好客，黃金散盡為收書。」
呂洞賓也在《全唐詩》留下《為賈師雄發明古鐵鏡》絕句一首：「袖裏青蛇凌白日，洞中仙果艷長春。須知物外餐霞客，不是塵中磨鏡人。」
北宋開始，民间关于呂祖的传说愈來愈多。苗善时收编为《纯阳帝君神化妙通纪》。传说呂祖曾師苦竹真君，習得日月交拜之法；又游庐山，遇火龙真人，習得天遁剑法，民間甚至傳說，呂祖身有飛劍，可飛出千里尋人並將其斬首。 
南宋初人吴曾所撰的《能改斋漫录》卷十八中，记有吕祖自传。据说吕洞宾曾自言：“世言吾飞剑取人头，吾甚哂之。实有三剑，一断无明烦恼，二断无明嗔怒，三断无明贪欲。”《唐才子傳》呂祖說：「吾仙人，安用劍為？所以斷嗔愛煩惱耳。」

### 正陽渡純陽
呂純陽在长安酒肆遇正陽真人钟离权，正陽收呂為徒，且對呂有「十试」的考验：
第一试：吕純陽一日外出回来，突见親人悉皆病死，純陽既不悲伤，也不悔恨，只管置办寿衣、棺木，准备料理喪事，不一会儿，親人又全都活过来，純陽無哀喜之情。
第二试：純陽上街卖货，與买主讨价还价后，说好了价钱，但买主又反悔变卦，只付给一半价钱，純陽不恼，让买主大摇大摆地把货物拿走。
第三试：春節正月初一，純陽正欲出门，遇一乞丐倚门乞讨，純陽急施财物，但乞丐却没完没了，一讨再讨，口出穢言，純陽只是满脸堆笑。
第四试：純陽牧羊山中，忽遇一饿虎追捕羊群。純陽保护羊群下坡躲避，自己上前以身挡虎，老虎见之悻悻而去。
第五试：純陽居山中茅舍读书，忽然来了一个美女，声称自己迷路前来求宿。继而，这女子百般挑逗，夜逼共寝，純陽始终神态自若。
第六试：純陽一日外出归来，发现家中遭窃，财产遭洗劫一空，純陽没有颓丧，没有报官，乃躬耕自锄。锄地时忽然挖出十几锭黄金，純陽赶紧用土掩埋，分毫未取。
第七试：純陽一次上街买些铜器，回到家中一看，全都是金器，純陽马上退还给货主。
第八试：有个颠狂道士在街巷里卖药，声称服者立死，来世可以得道。人们听了，谁个肯自寻死路？純陽不信邪，买回服之、安然无恙。
第九试：河水泛滥，純陽与众人乘舟渡河，行至中游，狂风暴作，波涛汹涌，众人惊惧，唯純陽神态自若，端然不动，视生死之度外。
第十试：純陽独坐室中，忽见无数奇形怪状的妖魔鬼怪欲杀欲打，純陽毫不畏惧。又一群夜叉，押着一个血淋淋的死囚，前来索命：“你前世杀了我，今当还命！”純陽道：“杀人償命，欠债还钱。”神态自若，端然不动。忽然见空中大喝一声，鬼怪皆无。一人抚掌大笑，却是正陽真人钟离权。
十试，純陽皆已經無我，無得失心，以平常心态对待，钟离权极为满意。带着純陽至终南山鹤岭，传以灵宝秘法，上真秘法，共同开创了钟吕金丹派。
但純陽不執著於煉仙丹、點鐵成金的法術，改之为内功，只以慈悲度世为成道路径。修仙成功之后，時常下山云游四方，为百姓解除疾病，不要任何报酬。傳說黃河水災，瘟疫頻傳時，有一醫者發丹與民，服食者皆生，救人無數，人問其名，對曰：「二口子」，問其居處，對曰：「山下石。」問其鄉貫，對曰：「山窟鄉客」。言畢即去。「二口子，山下石。」呂岩也，「山窟鄉客」洞賓也。
（一说正陽真人钟离权的师傅东华帝君，是纯阳真人吕洞宾的前身。该说法多见明清章回小说以及降筆揮鸾劝善文中，如《八仙得道传》、《东游记》等。另据《历代神仙通鉴》，吕洞宾是上古圣王“皇覃氏”转世。）

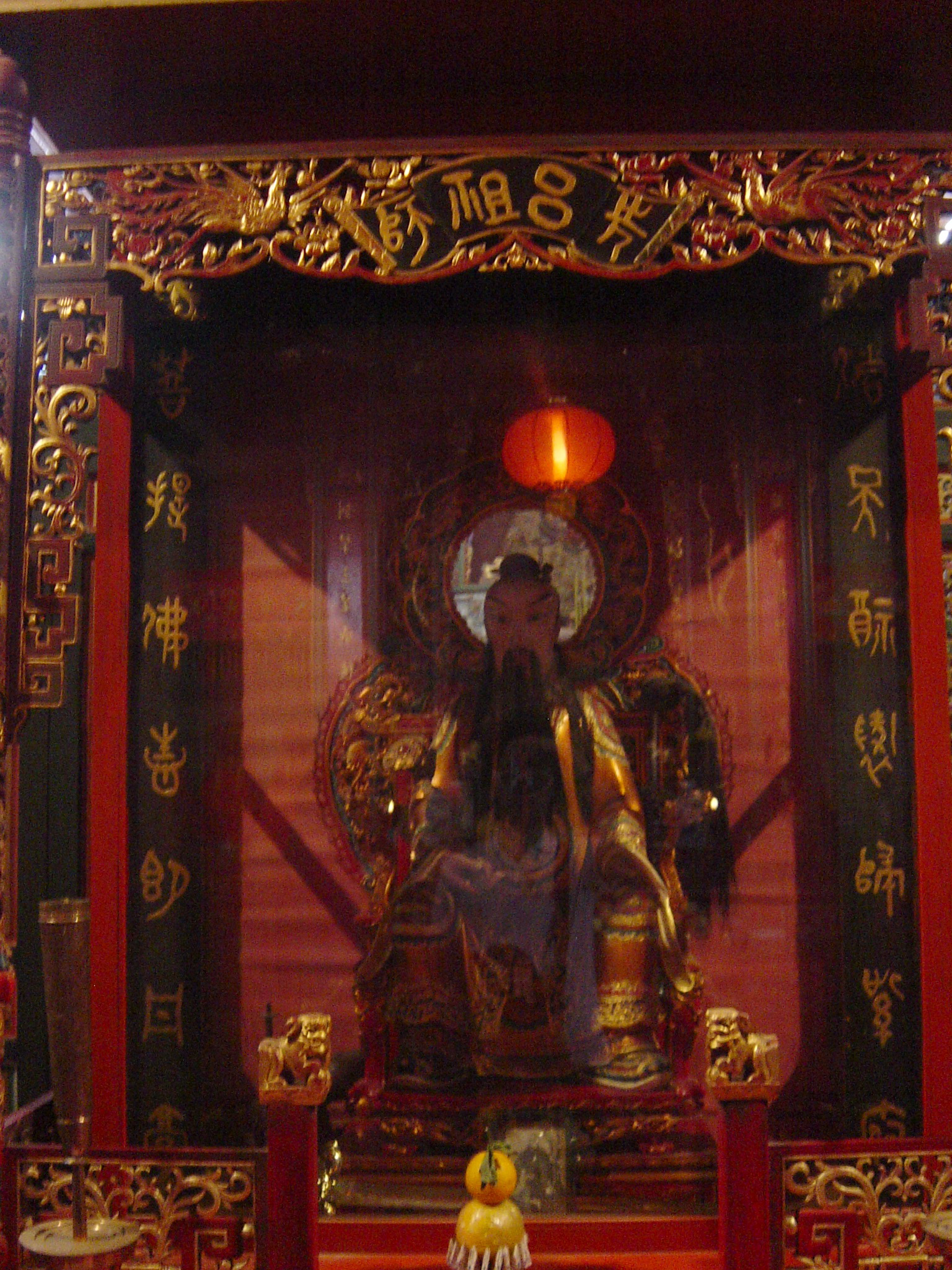
呂洞賓像，攝於灣仔北帝廟

### 狗咬呂洞賓
俗語説：「狗咬呂洞賓，不識好人心。」相傳呂洞賓有一次以包子餵狗，卻反被狗咬，這比喻有「不識好壞，不分好歹」的意思。

### 飛劍斬黃龍
有佛教徒聲稱呂純陽後來成為黃龍禪師的弟子，因而成為佛門的護法神。相傳當時呂洞賓以為仙家比禪宗優越，於是挑戰黃龍禪師，但在辯論中被黃龍禪師打敗，於是呂洞賓憤而與黃龍禪師鬥法，但還是被黃龍禪師擊敗，最後呂洞賓得到黃龍禪師點化，於是呂洞賓懺悔並皈依佛門。
由於這個故事在民間頗為流行，因此道教方面為了捍衛呂洞賓的形象，把這個故事改寫成不同的版本，或謂被黃龍禪師降服的那個呂洞賓其實是好色的宋人顏洞賓而非呂純陽本人，或謂呂祖才是贏得勝利的一方。另一方面，一些佛教徒聲稱這些道教徒誤解了這個故事的創作者的意圖，他們聲稱關於黃龍禪師降服呂祖一事的故事不一定真實的，他們表示自己認為其實佛教方面只是希望藉這個故事説明一些道理以顯示其認為佛教教義比道教教義更為正確。

### 關於呂祖可能是隱秘的景教徒一事的説法
有近代學者透過翻譯《救刦證道經咒》而推定呂洞賓可能是隱藏的景教徒或受過景教影響的修行者，原因是譯文中有四章似乎是基督教的讚美詩，但也有學者批駁作者是呂洞賓這個説法。

## 影視形象
- 《楊家將》- 周潤發飾
- 《笑八仙》- 郑少秋 饰
- 《本尊就位》- 謝東閔飾

## 外部連結
- 呂祖參黃龍之疑 （页面存档备份，存于）
- 如來禪